# 중세 성기
중세 성기(High Middle Age)는 유럽의 역사에서 11세기부터 13세기까지를 일컫는 용어이다. 이는 중세 초기와 중세 말기 사이에 있다. 중세 성기의 가장 두드러지는 특징은 인구의 변동이다. 사회적으로 정치적으로 중세 초기와 다르게 변화하는 시기이기 때문이다. 1250년경에 유럽의 인구 급증은 유럽의 경제의 영향을 크게 끼쳤고, 이는 19세기 이전까지는 볼 수 없었던 현상이다. 이러한 추세는 흑사병과 전쟁과 경제 위기가 확연히 드러나는 중세 말기와 확연히 차이가 보인다.

## 민족 대이동과 유럽의 발달
780년 이후로 게르만 민족대이동이 점차 잦아들면서 정착을 하기 시작한 이들은 중세 성기에 정치, 사회적으로 조직화를 확립했다.또한 게르만인이 세운 프랑크 왕국의 카롤루스 대제의 카롤링거 르네상스는 유럽의 과학, 철학의 부흥을 이끌기도 하였다. 이 시기에는 중세 대학의 설립이 시작되었는데, 볼로냐 대학과 파리 대학 등이 그 예이다. 바이킹 민족의 경우 스칸디나비아반도에서 노르웨이계의 기독교 왕국을 발전시키는 한 편 프랑스 노르망디나 영국제도에 정착했는데, 마자르 민족의 경우는 10세기경 확장을 중단하고, 헝가리 왕국을 세우고 기독교로 개종하였다. 헝가리 왕국은 중부 유럽의 여러 국가들과 동맹을 맺어 지역 강호로 입지를 다지고 13세기경 몽고의 침략을 제외하면 그들의 유목 생활은 중단되었다.
476년에는 서로마 제국의 멸망 이후 알프스산맥 북부의 세력이 없는 땅에 많은 부족들이 정착하기 시작했다. 라인강 기슭의 숲을 개간하고 경작하면서 이런 부족들의 정착촌은 경계를 넘어 프랑크 제국으로 성장하게 되고, 이의 성장은 가톨릭 교회와 함께 성장하였다. 엘베강까지 세력을 넓힌 이들은 이어 가톨릭 교회의 정치적인 권력의 절정에 치달어 성지 탈환을 목적으로 십자군 전쟁을 치르기도 하였다.

### 십자군 원정
십자군은 11세기의 유럽이 종교적·정치적으로 발효(發酵)상태에 있었음을 나타내고 있으며, 그리스도교적인 세계 정복이 개시되었음을 알리고 있었다. 십자군의 발단은 그레고리우스 7세부터로, 이 교황은 성지 예루살렘을 회복하고 이를 포함하는 제국을 확립하며 정치적, 도덕적인 퇴폐로부터 그리스도교를 구제하는 것이 그리스도교도의 의무이며, 가톨릭 교회의 이상이라고 생각하였다. 11세기에 이슬람 세계의 패권국이 된 셀주크 투르크는 소아시아에 진출하여 동로마 제국을 압박하였다. 이 때문에 동로마 제국의 황제 알렉시오스 1세는 용병 모집을 로마 교황에게 의뢰하고, 교황 우르바노 2세는 그리스 정교회를 지배하고 전 유럽에 군림하는 절호의 기회로 삼아 십자군이란 형식으로 이에 응하였다.
사람들이 종교적 정열을 품고 있음은 확실하였으며, 따라서 영주는 영토와 전리품을 노리고, 상인은 동지중해의 상권을 획득하려고, 농민은 영주의 압박으로부터 벗어나려는 심산으로 십자군에 참여하였다. 당시 유럽에서는 영주가 소비의 증대와 더불어 주위의 자유 농민을 농노화하고 다시 다른 영주의 영지를 빼앗아 농노에 대한 착취를 강화했기 때문에 영주 사이의 전쟁, 농민의 폭동이 자주 일어났다. 봉건 사회를 유지하기 위해 이러한 대립을 밖으로 빗나가게 할 필요가 있었던 것이다. 여덟 번의 원정에도 불구하고, 1차 십자군을 제외하면 성과는 미미했으며, 십자군은 결국 실패로 끝났다. 그것은 당시 유럽이 ‘지리상의 발견’ 이후와 달라서 계속적이고 조직적인 식민을 할 힘을 갖지 못했기 때문이며, 1차 십자군의 일시적 성공은 이슬람측의 분열에 의해서 얻어진 것이었으므로 이슬람이 통일된다면 십자군 국가의 명맥이 끊어짐은 당연한 일이었다. 십자군은 교황권의 성쇠, 국왕권의 강화, 상업의 발달 등을 촉진하는 역할을 수행하였다.

### 신성 로마 제국
962년 오토 1세의 로마 대관으로 성립한 신성 로마 제국은 황제의 세속적 제권(帝權)을 보편적인 그리스도교적 제권에까지 높여 정당화하려고 한 것이었다. 그러나 이 황제의 정책은 황제로 하여금 로마 교회와의 관계를 심화시켜, 이탈리아에 대한 간섭을 촉구하게 하였다. 이리하여 중세의 신성 로마 제국의 역사는 황제권과 교황권의 두 중심을 가진 중세 유럽의 통일성을 보여주는 듯하면서 양자의 대립 항쟁의 역사까지도 전개하였다. 1024년 콘라트 2세의 즉위에서 시작되는 잘리에르 왕조 아래서 황제의 교회 정책은 이 현실정치적 정책 밑에서 퇴폐한 교회의 숙정(肅正)을 도모하려는 로마 교황과의 대립을 낳는다. 즉 하인리히 4세와 그레고리우스 7세의 성직 서임권 투쟁이다. 이 싸움은 카노사의 굴욕을 거쳐서 황제가 교황을 살레르노에서 1085년 분사하게 하였다. 그러나 국내 상급 귀족의 반란에 패하여 하인리히 5세 시대에 보름스의 협정으로 종결됐다. 이 사건으로 오토 대제의 체제는 무너지고 말하자면 카를 대제 이래의 혹은 동로마적 신정정치의 이념이 부정되었다. 황제는 세속적 특권 수여의 권리에 의하여 봉건법적으로 국제(國制) 속에 편입되었다.
서임권 투쟁에 의하여 동요한 제국의 재흥을 기도한 것은 호엔슈타우펜 왕조의 프리드리히 1세이다. 그는 이탈리아와 독일 국내의 왕령을 황제의 가산제적(家産制的) 관료인 제국 미니스테리알레에 의해서 경영하고 황제권의 실질적 기반을 확립하려 했다. 이 정책은 국내의 제후 세력과 대립, 특히 벨프가의 하인리히 사자공과 충돌하였으며, 1180년 사직공은 성실 의무 위반이란 이유로 실각했다. 그는 제국 제후에 대하여 황제권을 정점으로 하는 봉건 국가 체제를 만들어 내려고 했으나 좌절됐다. 그는 이탈리아 정책을 강화하고 시칠리아 왕국을 혼인 정책에 의해서 취득했다. 그러나 여기를 거점으로 하여 제국의 형성을 기도한 하인리히 6세는 젊어서 죽었기 때문에 황제권 확립 기회가 없어지고, 제국 제후의 분립적(分立的) 지배 체제가 진행되었다.

### 노르만 왕조
노르망디에 정착하여 거의 프랑스화(化)한 노르만인은 잉글랜드와 남이탈리아에 노르만 왕조를 세웠으며, 특히 잉글랜드에서는 다른 데서 예를 찾아볼 수 없는 강력한 통일 왕권이 탄생했다. 한편 이러한 지배를 피할 수 있었던 프랑스에서는 애당초 많은 잉글랜드 영토(領土)를 국내에 안고 고심하였는데, 필리프 2세 때 차차 이것을 탈환하였다.
윌리엄 1세는 1066년 죽은 에드워드의 모계(母系) 혈통이 있음을 근거로 잉글랜드 왕위를 요구, 노르만 귀족을 이끌고 헤이스팅스 전투에서 해롤드를 격파하고 각지의 저항을 배제하여 잉글랜드를 통일했다. 그는 앵글로색슨계 귀족의 영지를 몰수하고 그것을 노르만계 귀족에게 봉해줌으로써 거기에 새로운 봉건적 계층제를 만들어냈으며, 이로써 지배계급은 색슨 귀족으로부터 노르만 귀족으로 옮겨졌다. 노르만 국왕 중심의 봉건제도가 조직되었을 뿐만 아니라, 유럽 대륙과의 문화교류가 성행되는 등 영국의 기초가 확립되었다. 또한 전국의 토지 대장 둠스데이 북을 1086년 완성하고 징세 제도를 정비했다. 그는 강력한 집권적 행정조직을 구축하여 교황청과의 관계가 악화되는 것까지 무릅쓰면서 사교, 성직자를 그 통제 밑에 두었다. 그 뒤에 윌리엄 2세에 의해서 계승된 이러한 정책은 잉글랜드의 정치·사회·문화의 프랑스화를 결정적으로 방향짓게 되었다.

### 이베리아반도
후우마이야 왕조가 해체됨에 따라 이베리아반도의 이슬람 세력이 타이파들에게 분열되고, 이베리아반도에서 기독교 국가의 레콩키스타가 본격화되었다. 프랑크의 카를 대제가 설치한 피레네 남쪽 기슭의 스페인 변경백(Marca Hispanica)에서 카탈루냐, 바르셀로나, 나바라가 일어나고 아스투리아스 지방에서 레온이 일어났으며, 다시 레온에서 카스티야가 분립하고, 나바라에서는 아라곤이 떨어져나왔다. 이들 그리스도교 국가들 상호간에, 또한 이슬람과의 충돌 사이에 결혼이나 병합에 의하여 서서히 여러 왕국이 하나의 왕국으로 통합되는 징조가 나타났다.
현재 포르투갈의 북반부 지역은 1055년 이후 레온, 카스티야에게 점령되어 코임브라를 수도로 하는 백작령이 되었다. 프랑스 왕족 부르고뉴가의 앙리가 카스티야를 응원하였으므르 알폰소 6세는 그의 딸을 주어 포르투갈 백작으로 세웠으나(1093) 앙리의 아들 아퐁소 엔리케(1112-1185)는 카스티야와 대립하였다. 포르투갈은 1143년 교황의 조정에 의하여 왕국으로서 독립하고 이슬람에 대해서도 자주 승리를 거두었으며, 남하하여 리스본을 점령하여(1147) 타구스강까지 국경을 넓힌데다 카스티야와도 치열한 전쟁을 계속, 더욱더 독립을 재확인시켰다(1179)
이후 레콩키스타 세력들은 무라비트 왕조, 무와히드 왕조 등의 마그레브 이슬람 세력과 첨예하게 대립하며 서서히 이슬람 세력을 이베리아에서 몰아내었다.

### 몽골의 남러시아 침입
1223년 몽골 제국은 원정을 마치고 본국으로 돌아가던 도중 칼가 강 부근에서 러시아 제후국의 군대가 정렬한 것을 보았다. 몽골군은 처음에 그들을 의심했지만 러시아 제후들이 몽골군을 공격할 의도로 군대를 모은 것이 아니라며 말하자 이에 안심하고 후방에 소수의 병사들만 남기고 본국으로 돌아가려고 하였다. 그러나 이는 러시아군의 속임수였는데, 러시아군은 후방의 몽골군을 격파하는데 성공했지만 퇴각 중이던 몽골군들이 다시 돌아와 오히려 러시아군을 격파하였다. 이후 1236년부터 바투의 서정(西征)이 본격적으로 러시아를 침공하면서 러시아의 제후국들은 몽골군에 의해 차례차례 정복되었으며 특히 키예프 루스의 수도인 키예프는 몽골의 침공 이후 촌락 규모가 될 정도로 큰 피해를 받았다. 이후 러시아는‘타타르의 멍에’라고 불리는 몽골의 지배기를 맞게 되었다.

### 장원제의 동요
11, 12세기 바퀴 쟁기의 사용, 농경 용구의 개량 등 농업 기술의 진보, 일반적으로 추경지·춘경지·휴경지로 나누어서 윤작하는 삼포식 농업의 보급은 농업 생산력을 높이고, 또한 촌락의 공동체적 규제를 강화시키고, 농민을 장원 영주의 지배에서 분립시키고, 영역적(領域的) 봉건 영주 지배 아래 편입시켜 나갔다. 한편 농업 생산력의 향상은 장원 내의 잉여 생산물을 가져와서, 상인·수공업자의 발생을 촉구하여 교환―화폐경제를 부활시켰고, 도시의 발달과 함께 영주―농민을 더욱 화폐경제에 말려들게 했다. 영주는 부역의 금납화(金納化)를 꾀한다든지, 직영지(直營地)를 농민에게 분할, 대여하여, 농민으로부터 현물 또는 화폐 지대(地代)를 징수하였다. 즉 ‘고전 장원’의 붕괴이며, 영주는 농민이 납부하는 현물, 화폐 지대에 기생하는 ‘순수 장원 또는 ‘지대 장원’의 영주가 되었다.이것은 농민의 영주에 대한 인격적 예속 관계를 약화시키고, 농민을 ‘농노’ 신분으로부터 ‘해방’시키는 것이 된다. 또한 인구의 증가는 개간·식민(植民)을 왕성하게 했다. 개간지에서 농민은 영주로부터 인격적 자유가 인정되었고, 화폐 또는 현물로서의 공납(貢納) 이외에는 의무를 지지 않았다.

## 문화와 사상
중세 성기에는 다양한 형태의 예술작품이 등장하는데, 이 시대에는 자문화중심주의가 발달하기 시작한 시대이다. 이는 후에 자유 민족주의로 발달하는데 밑바탕이 된다. 이 시기에 탄생한 이탈리아반도의 도시국가의 경우 상업의 발달을 이끌었으며, 스페인의 알 안달루스의 경우 이슬람 문명의 흥망성쇠를 지속하며 문화의 꽃을 피웠다. 철학에서는 아리스토텔레스의 업적을 재발견을 이끈 토마스 아퀴나스가 스콜라 철학을 발전시키기도 했다. 건축에서는 고딕 양식의 완성이 이 시대에 이루어졌다.

## 같이 보기
- 중세
- 중세 초기
- 중세 말기
- 십자군 전쟁

## 참고 문헌
- 이 문서에는 다음커뮤니케이션(현 카카오)에서 GFDL 또는 CC-SA 라이선스로 배포한 글로벌 세계대백과사전의 내용을 기초로 작성된 글이 포함되어 있습니다.

## 참조
1. ↑  http://www.fafich.ufmg.br/hist_discip_grad/barbarians_inavsions_halsall.pdf%5B깨진+링크(과거+내용+찾기)%5D
2. ↑  http://www.cambridge.org/gb/knowledge/isbn/item1173036/?site_locale=en_GB

| 이전 중세 초기 |  | 다음 중세 후기 |